# Glen Moray
Glen Moray est le nom d'une distillerie de whisky située à Elgin, au nord du Speyside, dans la région de Moray en Écosse.
Glen Moray était initialement une brasserie et fut reconvertie en distillerie équipée de deux alambics en 1897. Après une période de fermeture entre 1910 et 1923, la distillerie est rachetée et remise en service par les possesseurs de la distillerie Glenmorangie, les familles MacDonald et Muir. En 1958, elle est équipée de deux nouveaux alambics. Sa capacité de production actuelle est d'environ 2 000 000 litres par an.
En 2008, la distillerie est vendue à La Martiniquaise par Glenmorangie Company Ltd.